# Korálovka mexická
Korálovka mexická (Lampropeltis mexicana) je nejedovatý had z čeledi užovkovitých, žije v severním Mexiku a nejjižnější části Texasu, dorůstá až 115 cm. Loví menší hlodavce. Má řadu poddruhů, některé z nich jsou možná i samostatnými druhy. Had je často chován v zajetí jako terarijní druh.